# Cuộc vây hãm Vicksburg
Cuộc vây hãm Vicksburg (18 tháng 5–4 tháng 7 năm 1863) là hoạt động quân sự lớn sau cùng của chiến dịch Vicksburg thời Nội chiến Hoa Kỳ. Sau một chuỗi các hoạt động, Thiếu tướng Liên bang miền Bắc Ulysses S. Grant đã kéo Binh đoàn sông Tennessee vượt sông Mississippi, đẩy quân Liên minh miền Nam do tướng John C. Pemberton chỉ huy vào thế trận phòng ngự quanh thành phố pháo đài Vicksburg, Mississippi. Sau hai lần tấn công (ngày 19 và 22 tháng 5) vào các công sự của quân miền Nam bị thất bại với thiệt hại nặng nề, Grant quyết định cho quân bao vây thành phố, bắt đầu từ 25 tháng 5. Pemberton không bị bắt buộc phải cố thủ nhưng vẫn quyết cầm cự. Bị cô lập, hầu như không còn tiếp tế, quân dân trong thành phố phải chịu cảnh đói khổ trong 6 tuần. Bị cô lập, hầu như không còn tiếp tế, quân dân trong thành phố phải chịu cảnh đói khổ trong 6 tuần. Khi đó, quân đội của tướng Robert E. Lee lại tấn công miền Bắc, bỏ lửng Vicksburg. Vicksburg luôn chịu những cơn mưa đạn của súng cối miền Bắc, và quân dân ở đây thậm chí còn ăn thịt chuột. Đến ngày 3 tháng 7 năm 1863, quân miền Nam đã nản chí. Đội quân miền Nam duy nhất có khả năng cứu vãn Vicksburg cũng không làm gì được. Pemberton phải giảng hòa, và đầu hàng vào ngày 4 tháng 7 năm ấy.
Do tầm quan trọng của Vicksburg với phe miền Nam, đại thắng tại Vicksburg của quân miền Bắc có ý nghĩa to lớn trong cuộc chiến. Không những là thắng lợi chiến thuật lớn của quân miền Bắc, đây cũng là chiến thắng về mặt tâm lý cho họ. Trận Vicksburg đã dẫn tới việc cảng Hudson thất thủ ngày 9 tháng 7, khiến cho sông Mississippi từ đó hoàn toàn thuộc kiểm soát của miền Bắc cho đến hết cuộc chiến. Thắng lợi lớn tại Vicksburg đã đánh dấu sự chấm dứt của chiến dịch hiển hách nhất của Grant trong suốt chiến tranh, đã loại hẳn một Binh đoàn của miền Nam ra khỏi vòng chiến. Trận Vicksburg cũng xua tan tiếng xấu của ông như là vị tướng suýt thua trận Shiloh (1862), và khiến ông dần dần trở thành người anh hùng của Liên bang. Chiến thắng Vicksburg thể hiện sự táo bạo và tài dụng binh của Grant, và được xem là thắng lợi vĩ đại nhất của một viên tướng Liên bang cho đến thời điểm ấy. Quân của ông đã bắt được tù binh cùng với hàng trăm khẩu pháo. Sự đầu hàng của quân miền Bắc tại Vicksburg song hành với thất bại của Lee trong trận Gettysburg được xem là một "thảm họa đôi" cho quân miền Nam, cũng như là một bước ngoặt của Nội chiến Hoa Kỳ. Cả hai trận chiến đều được xem là những chiến thắng lớn nhất của Liên bang miền Bắc trong suốt cuộc chiến. Với ý nghĩa chính trị trọng đại, hai trận đánh này là mốc lịch sử bắt đầu sự suy yếu của Liên minh miền Nam, vì kể từ đây lực lượng của họ bị chia làm hai phần, quân miền Nam không thể liên lạc tiếp ứng được với khu vực phía tây sông Mississippi cho đến hết chiến tranh. Thành phố Vicksburg đã không tổ chức kỷ niệm Ngày Độc lập Hoa Kỳ trong suốt 8 năm sau cuộc đầu hàng này. Bên cạnh đó, sự trùng hợp của hai thắng lợi vang dội tại Gettysburg và Vicksburg với Ngày Độc lập năm 1863 có ý nghĩa biểu tượng rất lớn cho quân dân miền Bắc, khiến cho ngày hôm ấy trở nên "thần kỳ" đối với họ.
Mặc dù chiến thắng Gettysburg trở nên nổi tiếng hơn hẳn chiến thắng Vicksburg trong lịch sử Hoa Kỳ, trận Vicksburg đã đem lại những thành quả thực tiễn và quan trọng hơn là trận Gettysburg. Ngoài ra, cuộc vây hãm Vicksburg được xem là cuộc vây hãm tiêu biểu nhất của cuộc nội chiến Hoa Kỳ. Dù sao đi chăng nữa, cả hai cuộc đại thắng này đều gia tăng số lượng người ủng hộ Lincoln. Bản thân Lincoln sau khi Grant giành thắng lợi lớn tại Vicksburg cũng càng thêm tin cậy vào khả năng cầm quân của vị tướng này. Sau hai thất bại nặng nề, tinh thần cũng như hy vọng ly khai khỏi Hiệp Chủng quốc Hoa Kỳ của người miền Nam. Sau chiến thắng Vicksburg - được xem là một trong những thắng lợi lớn nhất trong lịch sử nhân loại đồng thời là thắng lợi huy hoàng nhất của người Mỹ kể từ sau khi lập quốc, quân đội miền Bắc đã nâng cao uy tín của mình với chiến thắng trong Chiến dịch Tullahoma ở miền Trung Tennessee.

## Bối cảnh
Sau khi quân đội Liên bang của Thiếu tướng Ulysses S. Grant vượt sông Mississippi về hướng Nam Vicksburg tại Bruinsburg và tiến về hướng Đông Bắc, Grant đánh thắng quân miền Nam trong Trận cảng Gibson và Raymond rồi chiếm được Jackson, thủ phủ bang Mississippi vào ngày 14 tháng 5 năm 1863, buộc Tướng Pemberton phải rút quân về hướng Tây. Quân miền Nam cố gắng chặn chân quân miền Bắc, nhưng thất bại trong hai trận Champion Hill và Big Black River Bridge. Pemberton tin là binh đoàn của Thiếu tướng William T. Sherman đang hòng đánh tạt sườn quân đội ông từ hướng Bắc, do đó Pemberton không còn gì nữa ngoài hai lựa chọn duy nhất: hoặc là triệt thoái hoặc là để bị bọc sườn. Pemberton đốt cháy các cây cầu trên dòng sông Big Black và lấy hết tất cả những gì có thể ăn được trên đường tiến của ông, cả thực vật lẫn động vật, giữa lúc ông đang rút quân về thành phố Vicksburg được bố phòng chặt chẽ.

## Lực lượng hai bên và tuyến phòng thủ Vicksburg

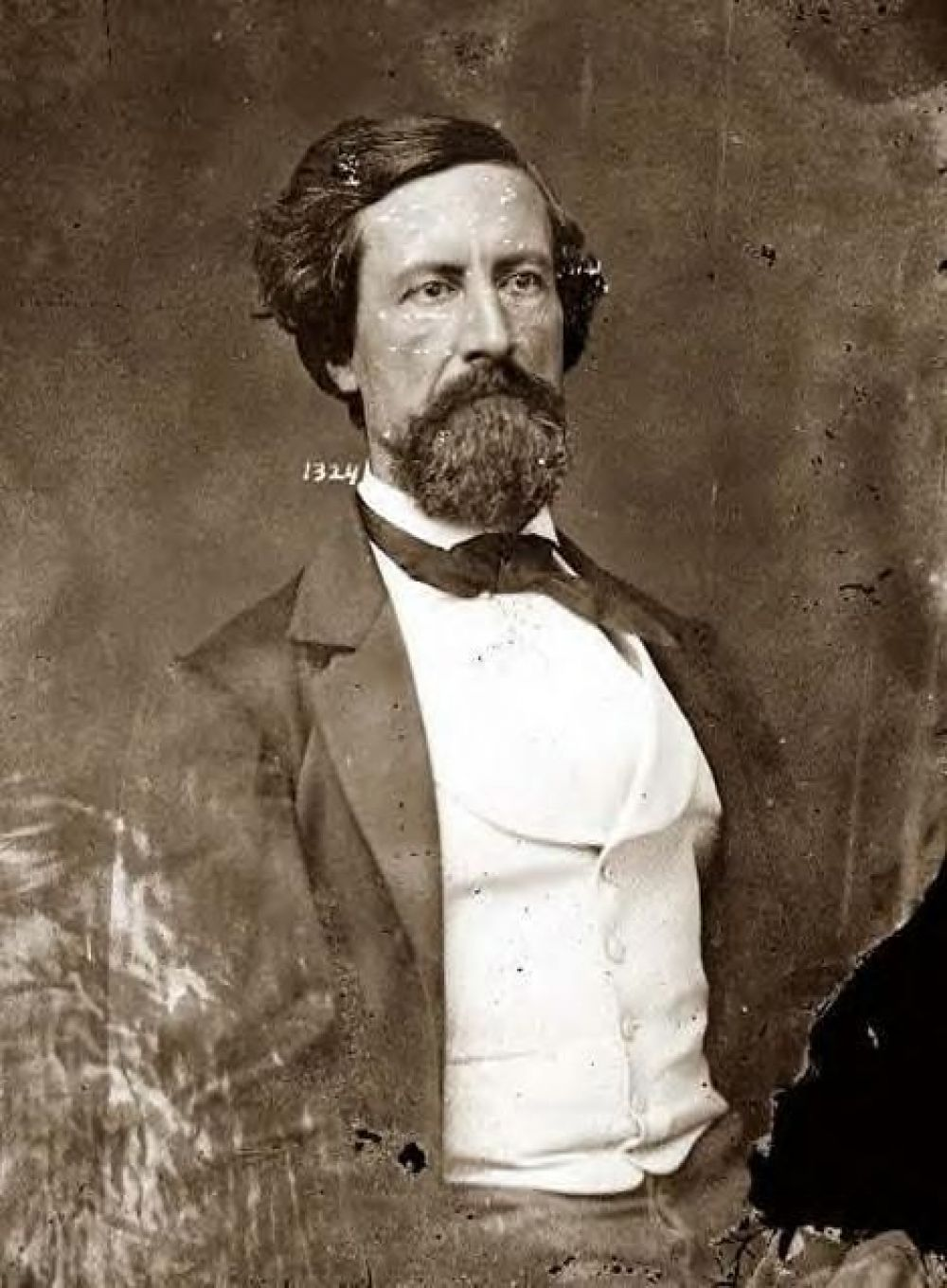
John C. Pemberton
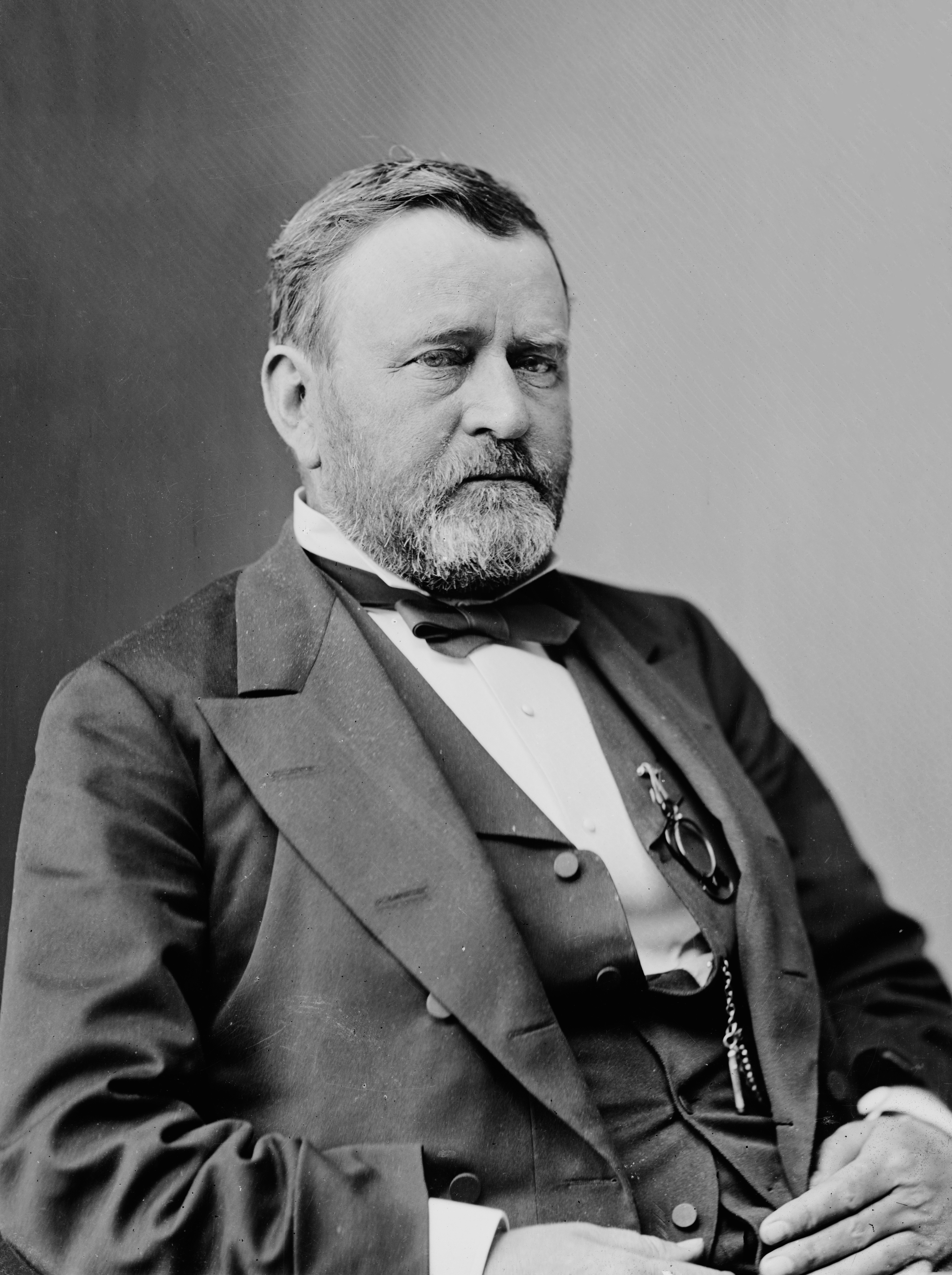
Ulysses S. Grant